# Ненадович, Сима
Симеон «Сима» Ненадович (1793 — 26 июля 1815) — сербский воевода (военачальник) во время Второго сербского восстания Сербской революции. Член семьи Ненадовичей, среди которых были его брат Прота Матея, первый сербский премьер-министр, его отец Алекса Ненадович (1749—1804), его племянник Любомир Ненадович и его дядя Яков Ненадович.

## Биография
Симеон Ненадович «Сима» родился в 1793 году в Бранковине. Его отца звали кнез Алекса Ненадович, а мать — Йованка. Янычары-отступники, известные как Дахии, взяли под свой контроль Белградский пашалык в 1802 году, после убийства визиря Хаджи Мустафы-паши. Четыре вождя разделили санджак, правя как диктаторы, а также отменив права, предоставленные османским султаном Селимом III. В 1804 году янычары казнили более 70 видных сербских дворян, среди которых были Алекса (отец Симы) и Илья Бирчанин. Сима закончил великую школу Ивана Юговича Grandes écoles в Белграде и военное училище в Вене.
Убийство князей вызвало Первое сербское восстание. Карагеоргий был избран лидером сербских повстанцев. Дядя Симы, Яков Ненадович, был одним из самых выдающихся революционных командиров и первым сербским министром внутренних дел (1811—1813). Его старший брат Матея, известный как Прота Матея, был православным протоиереем и первым сербским премьер-министром.
Сима Ненадович участвовал только в последний год восстания, в боях на Дрине (1813). После подавления Первого восстания турками-османами Сима Ненадович бежал из Сербии и помогал своему брату Матее в его дипломатических миссиях (1814—1815). Он вернулся в Сербию сразу же после начала Второго сербского восстания (1815). Он стал воеводой нахии Валево. Он погиб в бою против турок-османов в Дубле, во время битвы при Дубле 26 июля 1815 года, в возрасте 22 лет.